# Seznam planetek, X
Klepnutím na pořadové (katalogové) číslo planetky otevřete stránku s tabulkou, ve které jsou uvedeny základní údaje o planetkách (elementy dráhy, údaje o objevu aj.). 
Klepnutím na název planetky se dostanete na stránku věnovanou uvedené planetce (pokud taková stránka již existuje).
| (411)   | Xanthe          |
| (156)   | Xanthippe       |
| (7394)  | Xanthomalitia   |
| (4544)  | Xanthus         |
| (625)   | Xenia           |
| (14526) | Xenocrates      |
| (6026)  | Xenophanes      |
| (5986)  | Xenophon        |
| (7211)  | Xerxes          |
| (20779) | Xiajunchao      |
| (2387)  | Xi'an           |
| (4730)  | Xingmingzhou    |
| (2336)  | Xinjiang        |
| (22563) | Xinwang         |
| (21313) | Xiuyanyu        |
| (7494)  | Xiwanggongcheng |
| (2344)  | Xizang          |
| (55082) | Xlendi          |
| (1506)  | Xosa            |
| (4360)  | Xuyi            |

Data použita se svolením / Data used with permission 
© IAU: Minor Planet Center.